# Jacques Chapou
Jean-Jacques Chapou, né le 10 avril 1909 à Montcuq et mort le 16 juillet 1944 près de Bourganeuf, est un professeur révoqué par le gouvernement de Vichy. Il fut résistant avec le grade de capitaine des FTP dans le Lot, la Corrèze et la Creuse.

## Biographie

### Origines et formation
Jean-Jacques Chapou est né le 10 avril 1909 à Montcuq (Lot) de parents instituteurs. Son père, Fernand, lieutenant meurt à la guerre en 1914 à Saint-Jean-sur-Tourbe ainsi que son frère Jean-Baptiste qui est né en 1884 à Castelnau-Montratier. Il fait ses études secondaires au lycée Gambetta à Cahors où il joue dans l'équipe de rugby. Après le baccalauréat, il obtient une licence ès lettres en 1931. Il devient ensuite maître d'internat (1935-1936) au lycée Gambetta, puis professeur-adjoint (1937-1938) et répétiteur, de 1938 à 1939 et de 1940 à 1941. Il est alors syndicaliste à la CGT. Il est mobilisé en 1939 et revient à Cahors en septembre 1940.
Révoqué par Vichy à la fin de 1941 pour appartenance à la franc-maçonnerie, il trouve un nouvel emploi comme secrétaire du Groupement des transports routiers du Lot, puis comme chef du service des bus locaux de la maison Artigalas.

### Résistance
Au cours de l'hiver 1941-1942, Jean-Jacques Chapou commence à organiser la Résistance dans le département. Il est en septembre 1942 chef départemental du mouvement Libération-Sud pour le Lot en remplacement d'Édouard Valéry, qui devient commissaire aux opérations en Dordogne. Il part ensuite pour le maquis d'Arcambal dit « France » avec lequel il engage des actions d'embuscades et de sabotages.
Condamné à un an de prison avec sursis par un tribunal spécial à Agen en mars 1943, il quitte Cahors en juillet. La même année, il fait adhérer ses troupes aux FTP. Il prend le nom de "Capitaine Philippe". Le triangle de direction des FTP du Lot, en mars 1944, est composé de Georges (Robert Noireau) comme commissaire aux effectifs, Gaston, commissaire technique, lui-même est commissaire aux opérations.
En mai 1944, il prend le commandement des maquis de la Corrèze, puis ceux de la Creuse, de l'Indre et de la Haute-Vienne. Il devient en 1944 le chef militaire des FTP de la Corrèze alias « Kléber ». Le comité militaire départemental est renouvelé. Il est un des chefs qui commande la prise de Tulle. La ville est cependant reprise le lendemain, à la suite de l'arrivée des renforts d'une colonne de la 2e division SS Das Reich, unité militaire placée sous les ordres du maréchal Gerd von Rundstedt, sous les ordres du général Heinz Lammerding en route pour la Normandie en raison du débarquement. Cette opération et ses conséquences désastreuses le marquent profondément (massacre de Tulle : 99 hommes suspectés d'être maquisards sont choisis et triés arbitrairement notamment par l'agent de la Gestapo Walter Schmald sous les ordres du capitaine Aurel Kowatsch assister du chef de bataillon Heinrich Wulf et l’adjudant Otto Hoff à la Manufacture d'armes de Tulle ; ils sont pendus aux balcons de la ville et 149 sont déportés au camp de concentration de Dachau). Cette unité sera aussi responsable du massacre d'Argenton-sur-Creuse et du massacre d'Oradour-sur-Glane, 643 personnes périssent sur ordre du commandant du régiment Der Führer Adolf Diekmann, un proche de Helmut Kämpfe, capturé la veille de ce massacre par les maquisards de Jean Canou appartenant au maquis de Georges Guingouin entre Sauviat-sur-Vige et Saint-Léonard-de-Noblat à Moissannes où un menhir conçu par l'artiste Jean-Joseph Sanfourche depuis 1986 rappelle sa capture.

### Mort
Jacques Chapou est muté dans la Creuse pour prendre le commandement de linterrégion FTP.
Il meurt le 16 juillet 1944 près de Bourganeuf (Creuse). Pris dans une embuscade tendue par un élément de la brigade Jesser, blessé, il vide son chargeur sur ses assaillants avant de se donner la mort avec la dernière balle plutôt que de se rendre,,. Tulle, ville martyre, sera libérée le 17 août 1944 à la suite de la reddition du lieutenant-colonel Heinrich Bohmer, commandant des garnisons de Tulle et Brive. Un monument fut élevé à sa mémoire route d'Eymoutiers à l'entrée de Bourganeuf.
Roger Le Charbonnier, qui a remplacé Jean-Jacques Chapou au CMR FTP, nommé chef FFI par Maurice Rousselier dit le colonel Rivier Cdt la R.5., règle, avec les responsables de l'armée secrète, les conditions de reddition de la garnison allemande de Tulle dépendant de Böhmer (lequel, hostile au régime nazi, a pris part au complot du 20 juillet 1944 visant à assassiner Adolf Hitler). L'acte est signé par le capitaine Franz Reichmann.

### Famille
Sa mère Camille Chapou, arrêtée par la Gestapo, fut déportée à Ravensbrück et brûlée vive. Son nom figure aux monuments aux morts de Montcuq et de Cahors.
Jean-Jacques Chapou avait une sœur, Marguerite, décédée en 1949, à Rocamadour. Sa femme Yvonne Contou, institutrice, était membre du comité départemental de Libération du Lot en 1945.

## Hommages et postérité
Un monument à la mémoire de Jean-Jacques Chapou a été érigé sur la route d’Eymoutiers, à la sortie de Bourganeuf. Son nom figure sur le mémorial de la Résistance creusoise à Guéret.
Le stade Chapou, dans le quartier des Amidonniers, à Toulouse, a été nommé en son honneur. Le nom s'est transmis à la piscine et à la cité universitaire construits en 1970 à l'emplacement du stade (actuel 1 rue Saunière).
Un monument lui a été consacré place Jean-Jacques-Chapou à Cahors. L'inscription indique : « Forgeron de l'obscur aux lèvres éclatantes. Il parle haut dans l'ombre de la mort ».

## Décorations
- Chevalier de la Légion d'honneur
- Croix de guerre 1939–1945 avec étoile d'argent
- Médaille de la Résistance française avec rosette (décret du 3 août 1946)